# Санта-Крус-ду-Эскалваду
Санта-Крус-ду-Эскалваду (порт. Santa Cruz do Escalvado) — муниципалитет в Бразилии, входит в штат Минас-Жерайс. Составная часть мезорегиона Зона-да-Мата. Входит в экономико-статистический микрорегион Понти-Нова. Население составляет 4603 человека на 2006 год. Занимает площадь 258,335 км². Плотность населения — 17,8 чел./км².

## История
Город основан 27 декабря 1948 года.

## Статистика
- Валовой внутренний продукт на 2003 год составляет 20 650 191,00 реалов (данные: Бразильский институт географии и статистики).
- Валовой внутренний продукт на душу населения на 2003 год составляет 4164,19 реалов (данные: Бразильский институт географии и статистики).
- Индекс развития человеческого потенциала на 2000 год составляет 0,670 (данные: Программа развития ООН).

## География
Климат местности: горный тропический.